# Johann Kampferbeke (Ratsherr)
Johann Kampferbeke (* in Feldhausen in Westfalen; † 29. Mai 1573 in Lübeck) war ein deutscher Kaufmann, Ratsherr der Hansestadt Lübeck und Befehlshaber der Lübecker Flotte.

## Leben
Kampferbeke wurde als zugewanderter Bürger 1562 in den Rat der Stadt Lübeck gewählt. Er war in den Jahren 1565 und 1566 als Unteradmiral Befehlshaber der Lübecker Flotte, die sich 1565 unter dem Befehl des Ratsherrn Friedrich Knebel und 1566 unter dem Kommando des Bürgermeisters Bartholomeus Tinnappel im Dreikronenkrieg gegen Schweden befand. Er war mit einer Tochter des Lübecker Bürgers Johann Schlüter verheiratet. Der Lübecker Bürgermeister Johann Kampferbeke war sein Sohn. An der Nordfassade des Lübecker Rathauses befand sich einst sein Porträt.